# Predazzo
Predazzo /pre'da:tʦo/ est une commune italienne d'environ 4 500 habitants située dans la province autonome de Trente dans la région du Trentin-Haut-Adige dans le nord-est de l'Italie.

## Sport
En cyclisme, Predazzo a accueilli l'arrivée de la 4e étape du tour des Alpes 2023.

## Administration
| Période                                  | Période  | Identité    | Étiquette | Qualité |
| ---------------------------------------- | -------- | ----------- | --------- | ------- |
| 30 mai 2010                              | En cours | Maria Bosin |           |         |
| Les données manquantes sont à compléter. |          |             |           |         |

### Hameaux
Bellamonte, Mezzavalle, Paneveggio

### Communes limitrophes
Les communes limitrophes sont  Canal San Bovo, Moena, Nova Levante, Nova Ponente, Panchià, Primiero San Martino di Castrozza, Tesero et Ziano di Fiemme.